# 廖宇春

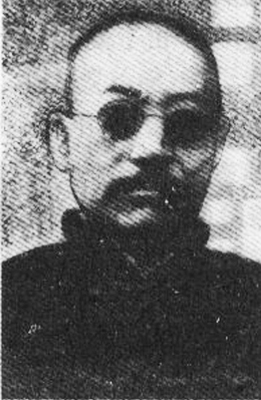

廖宇春（1870年—1923年），男，字少游。松江府娄县（今为上海市松江区）人。中國清朝至中華民國军事、政治、外交人物，军事教育家。

## 生平
廖宇春早年留学日本，曾任清朝驻日本公使馆随员。回到中国之后，廖宇春曾在将近10年的时间内辅佐冯国璋、段祺瑞办北洋陆军学校，曾于1905年担任保定陆军小学堂第一任总办，之前，曾帮助袁世凯在天津小站练兵。辛亥革命期间，廖宇春由段祺瑞的参谋长靳云鹏派出参与南北议和事宜，于1911年12月20日在上海同黄兴的代表顾忠琛签订了五项草约。1912年，袁世凯任中华民国临时大总统后，廖宇春授陆军中将并予勋三位。1912年6月，廖宇春发表了《新中国武装解决和平记》一书，因涉及袁世凯在南北议和期间的若干内幕，遭到袁世凯的忌恨，廖宇春遂被袁世凯弃用。1919年，廖宇春任中东铁路护路军总司令部哈长护路军司令部参议官，随即改任黑龙江省教育厅厅长。1923年，廖宇春病逝于北京，其遗体安葬于老家松江府。

## 著作
- 廖少游，新中国武装解决和平记，北京：陆军编译局，1912年